# Килкени
Вижте пояснителната страница за други значения на Килкени.
Килкени (на английски: Kilkenny; на ирландски: Cill Chainnigh) е град в източната част на Ирландия. Разположен е около река Нор в едноименното графство Килкени на провинция Ленстър. Главен административен център е на графство Килкени. Първите сведения за града датират от 9 век. През 12 век е бил столица на Ирландия. Транспортен шосеен възел, има жп гара и летище. Обект на туризъм с традиции в комедийните фестивали. Населението му е 8661 жители от преброяването през 2006 г. 

## Спорт
Представителният футболен отбор на града носи името ФК Килкени Сити. Дългогодишен участник е в ирландските Премиър лига и Първа дивизия.

## Известни личности
Родени в Килкени
- Патрик Футуна (1947 – 1981), писател
- Фил Хоган (р. 1960), политик

Починали в Килкени
- Джон Мартин (1948 – 2009), английски музикант